# 永井一葉
永井 一葉（ながい かずは、1970年7月7日 - 2018年7月14日）は、日本の元AV女優で元ストリッパー。

## 人物
東京都出身。『ピアスの女王』と言われた。
所属は新宿TSミュージック。身長154.5cm・スリーサイズはB86・W59・H83、血液型はB型。趣味は「ダイビング」
学生時代アルバイト感覚でAVに出演、卒業を期に引退しようと事務所に行くとストリップを進められこの世界へ
デビュー当時から、ソロベッドショーだけでなく自縛ローソクと言った一人SMをこなす人気ストリッパーとして活躍、さらにボディピアスをしてからは劇場周りだけでなく、イベントでのストリップショーの招聘を受け出演するようになる。以後、色香（引退）・千葉なぎさなどボディピアスを付けたストリッパーが登場する、さきがけとなった。
舞台構成は「中学〜高校生時代、コミケ(コミックマーケット)でのコスプレに嵌った」とのエピソードが示すようにコスプレ系のファッションとアニメ主題歌で舞台に上がることが多かった。中でもセーラームーンのコスプレで主題歌「ムーンライト伝説」をバックに登場し、『自分で自分をお仕置き』した事も・・・・。
その後、ストリップ劇場・イベントの舞台の傍ら、大阪市北区天満の東洋ショー劇場とナニワミュージィックの近くに『あっちBar』を開くが、2005年(平成17年)5月21日に閉店。

## 略歴
- 1989年(平成元年)KUKIより『本番女優にデビュー3』でAVに初出演、その後『バカ殿ハーレム隠し金山の夢』『女子大生湯の街夢乱』などのアダルトビデオに出演。
- 1990年(平成2年)5月11日　新宿TSミュージックよりストリッパーとしてデビュー。
- 1991年(平成3年)頃、陰毛を完全剃毛して舞台へ上がる。
- 1994年(平成6年)渋谷道頓堀劇場での、幕間の間にピアッシングして、そのまま舞台に上がる。
- 2004年(平成16年)1月31日新宿TSミュージックでの引退興行を終える。
- 2005年(平成17年)5月21日『あっちBar』閉店。

## ボディーピアス
1994年に渋谷道頓堀劇場に出演中の幕間に、渋谷パラドックスで左乳首と右インナーラビアにピアスを空けた時、『「次ぎは来年以降にしよう」と思っていた。がピアスを楽屋で見たストリッパーたちにバランスが悪いと言われ、翌日には右乳首と左インナーラビアにピアスした』・『渋谷道頓堀劇場で1回目舞台を見た観客が2回目の舞台ではピアスが増えたのを見てビックリした』などの逸話があり、同年6月ごろの池袋ミカド劇場では「乳首2ケ・局部に3ケのボディーピアス」を開けて舞台にあがる。
最終的には両耳の20ケ近いピアスを初め、眉毛・口の周り2ケ・舌、手の指の付け根・両乳首・ヘソ・局部(7ケ所)など合計30ケ以上のピアスを全身に飾る。2000年ごろにはウエスト周辺にタトゥーが入る。

## 出演作品

### アダルトビデオ
- 『本番女優にデビュー3』 (KUKI)
- 『バカ殿ハーレム隠し金山の夢』 (KUKI)
- 『女子大生湯の街夢乱』 (KUKI)
- 『la VENUS de japonVol.3「新宿・TSミュージィック編」』 ZV-6427(ZYXプロモーション)

## 掲載誌
- 月刊「S&Mスナイパー」1993年12月号　『ストリップ劇場の天使たち』
- 月刊「S&Mスナイパー」1994年1月号　『現役自縛ストリッパー[一葉ちゃんの一日]』
- 月刊「SM秘小説」1994年8月号　『SM SPOT LIGHT』
- 『完全ボディピアスマニュアル』 (1995年平成7年3月発売、白夜書房)
- 『アサヒ芸能』1998年2月5日特大号
- 『ザ・ストリッパー2 舞姫伝説62人』 (2000年8月18日発売、双葉社)